# Biblioteca Nuto Sant’Anna
A Biblioteca Nuto Sant’Anna é uma biblioteca pública localizada em Santana, bairro da zona norte de São Paulo.
Inaugurada no dia 7 de fevereiro de 1957 pelo então Prefeito Wladimir de Toledo Pizza chamava-se Biblioteca de Santana até 1975, quando recebeu a denominação atual, pelo decreto n.º 11.758.
Seu patrono é o historiador Benevenuto Silvério de Arruda Sant’Anna, nascido em 5 de setembro de 1889, em sua carreira literária adotou o nome de Nuto Sant’Anna. O aparelho público foi projetado pelo arquiteto Aluísio de Rocha Leão e encontra-se em meio a uma praça arborizada, atualmente a Praça Tenório Aguiar, próximo à estação Santana do Metrô. Desde 2007 possui um telecentro com 17 computadores.

## Acervo
Possui aproximadamente 38 mil exemplares constituído por livros didáticos.